# Greg Garcia
Greg Garcia, właśc. Gregory Thomas Garcia (ur. 4 kwietnia 1970) – amerykański producent telewizyjny i pisarz telewizyjnych sztuk teatralnych. Jest znany przede wszystkim jako twórca i główny producent serialu Mam na imię Earl, za który w 2006 roku otrzymał nagrodę Emmy.

## Życiorys
Wchował się w hrabstwie Arlington, w Wirginii. Jest absolwentem Frostburg State University we Frostburgu, w stanie Maryland.
Wraz z żoną Kim mają trójkę dzieci. Jest katolikiem.